# مصیبت نگاری

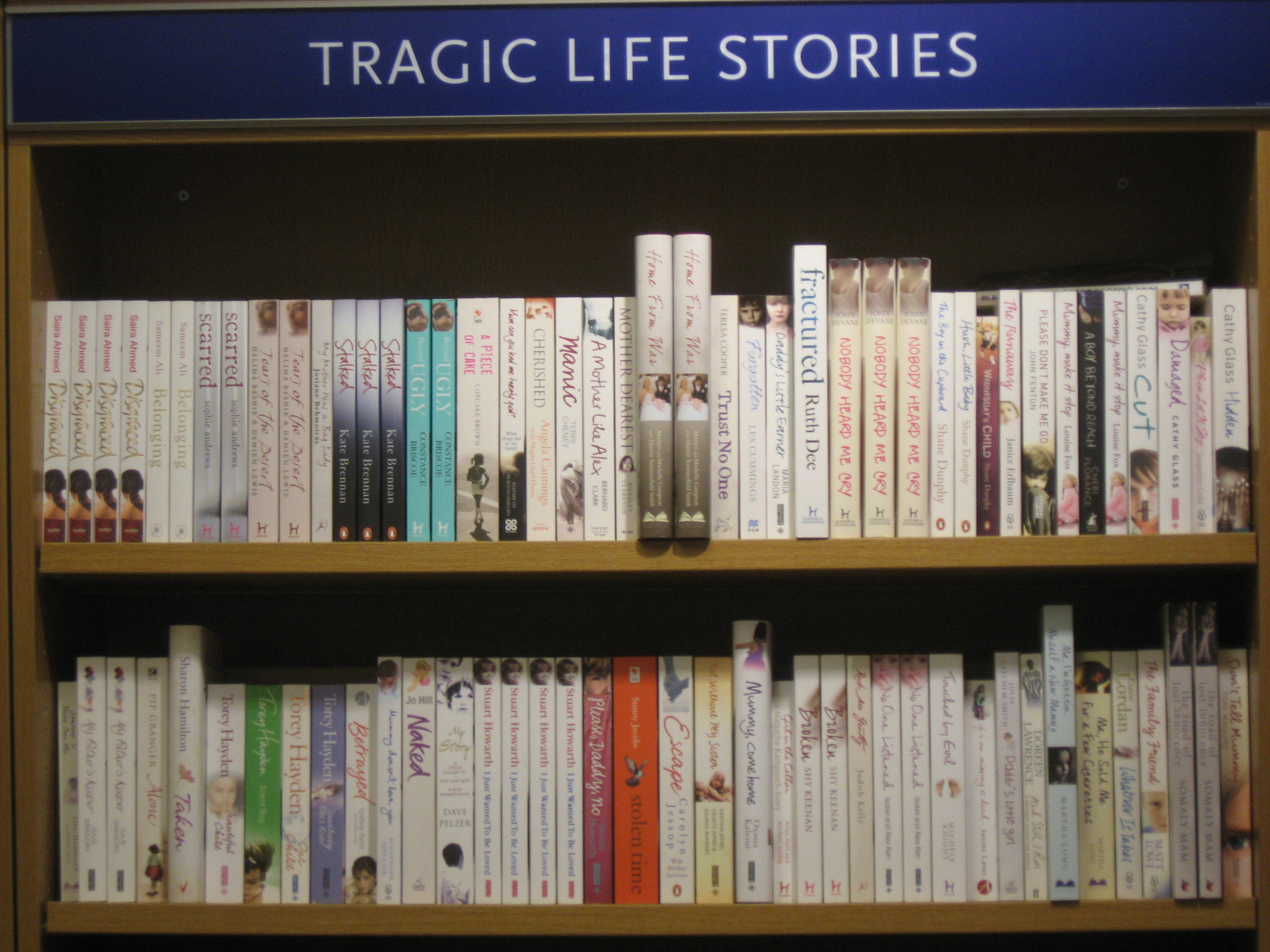
داستان های غم انگیز(مصیبت نگاری) اثر واتر استون

مصیبت نگاری (انگلیسی: Misery lit) در سال ۲۰۰۶ واتر استون یک کتاب‌فروشی در انگستان، قفسه‌ایی از کتاب‌هایش را به زندگی‌نامه‌هایی اختصاص داد که در آن نویسنده از رنج‌ها و دردهای زندگی خویش گفته بود و پرفروش‌ترین فهرست‌های این کتاب‌ها مملو از خاطرات اسفبار کودکی و دل‌نگرانی‌های خانواده‌ها بود. فروشنده نام این قفسه را MISERY LIT گذاشت که بعدتر منتقدان این نام را بر ژانری از ادبیات نهادند که نویسنده از زندگی‌نامه‌های دردناک خود می‌نویسد. در سال‌های اخیر ژانرهای فرعی متعددی در ادبیات بریتانیا پدیدار شدند " ادبیات تجرد" (معمولاً شامل رمان‌های کمدی دربارهٔ زنان مجردی که به دنبال مرد رؤیاهایشان هستند) " ادبیات مادرانه "، "ادبیات بریتانیایی" (که در کل به شیوه نگارش نوین رمان بریتانیایی برمی‌گردد) و اکنون می‌دانیم که " مصیبت نگاری" به چه داستان‌هایی می‌گویند، داستانی که در آن نویسنده به فائق آمدن خویش در برابر ضربه‌های روحی‌اش اشاره دارد. با مراجعه به دفاتر انتشارات با عنوان "ادبیات الهام‌بخش" درمی‌یابیم که بسیاری از خاطرات دل‌خراش داستان‌هایی از تجاوزهای جنسی در دوران کودکی هستند و محبوبیت این قبیل داستان‌ها اثبات‌شده‌است.
عنوان مصیبت نگاری از مقاله‌ای با عنوان مصیبت نگاری معرفی یک زیر ژانر ادبی در ماهنامه برای فردا ، شماره ۱۳ ، بخش کتاب (مژگان زمانی و مهدی کریمی) برای Misery lit انتخاب شد.